# Ghiacciaio Newcomer
Il ghiacciaio Newcomer (in inglese: Newcomer Glacier) è un ghiacciaio lungo circa 37 km situato sulla costa di Zumberge, nella parte occidentale della Terra di Ellsworth, in Antartide. In particolare, il ghiacciaio, il cui punto più alto si trova a circa 1600 m s.l.m., si trova nella parte settentrionale della dorsale Sentinella, nelle Montagne di Ellsworth. Qui, esso fluisce a partire dalle vicinanze del picco Allen dirigendosi dapprima verso sud-est scorrendo tra le cime Gromshin, a est, e la catena principale della dorsale, a ovest, e poi verso est, passando tra l'estremità meridionale delle cime Gromshin e quella settentrionale delle cime Sostra, fino ad uscire dalla dorsale a nord del picco Bracken e a sud dello sperone Foros. Lungo il suo tragitto il ghiacciaio Newcomer arricchisce il proprio flusso grazie a quello di altri ghiacciai suoi tributari, tra cui l'Anchialus, il Sabazio e il Vidul.

## Storia
Il ghiacciaio Newcomer è stato mappato dallo United States Geological Survey grazie a ricognizioni terrestri dello stesso USGS e a fotografie aeree scattate dalla marina militare statunitense (USN) nel periodo 1960-1963; esso è stato poi così battezzato dal Comitato consultivo dei nomi antartici in onore di Loyd E. Newcomer, membro della squadriglia della marina militare statunitense denominata VX-6, che operò come pilota durante ricognizioni fotografiche sulla dorsale Sentinella svolte tra il 14 e il 15 dicembre 1959.